# Garry Lariviere
 Garry Joseph Lariviere (* 6. Dezember 1954 in St. Catharines, Ontario) ist ein ehemaliger kanadischer Eishockeyspieler und -trainer, der im Verlauf seiner aktiven Karriere zwischen 1971 und 1986 unter anderem 233 Spiele für die Nordiques de Québec und Edmonton Oilers in der National Hockey League (NHL) sowie 327 weitere Partien für die Phoenix Roadrunners und ebenfalls Nordiques de Québec in der World Hockey Association (WHA) auf der Position des Verteidigers bestritten hat. Seinen größten Karriereerfolg feierte Lariviere in Diensten der Nordiques de Québec, mit denen er im Jahr 1977 die Avco World Trophy der WHA gewann.

## Karriere
Lariviere verbrachte seine Juniorenzeit zwischen 1971 und 1974 bei den St. Catharines Black Hawks aus seiner Geburtsstadt St. Catharines in der Provinz Ontario. Mit der Mannschaft nahm er am Spielbetrieb der Ontario Hockey Association (OHA) teil. Der Verteidiger verbrachte drei erfolgreiche Jahre bei den Black Hawks, in denen er sowohl mit seiner Präsenz im Offensivspiel als auch seiner robusten Spielweise auffiel. Am Ende der Saison 1973/74 gewann er mit St. Catharines den J. Ross Robertson Cup, die Meisterschaftstrophäe der OHA. Anschließend spielte er mit dem Team im prestigeträchtigen Memorial Cup. Daraufhin kam seine Juniorenkarriere nach 182 Einsätzen, in den er 100 Scorerpunkte und 428 Strafminuten gesammelt hatte, zu einem Ende. Im NHL Amateur Draft 1974 wurde Lariviere in der fünften Runde an 83. Stelle von den Buffalo Sabres aus der National Hockey League (NHL) ausgewählt. Ebenso sicherten sich die Chicago Cougars aus der zu dieser Zeit mit der NHL konkurrierenden World Hockey Association (WHA) seine Rechte im WHA Amateur Draft 1974. Dort zogen sie ihn in der dritten Runde an der 39. Position.
Entgegen vieler anderer Talente entschied sich Lariviere jedoch gegen ein Engagement in der NHL. Nachdem die Phoenix Roadrunners seine WHA-Transferrechte im September 1974 von den Chicago Cougars erstanden hatten, unterschrieb er dort für die Saison 1974/75 einen Vertrag. Die Roadrunners setzten den Kanadier aber zunächst in der Central Hockey League (CHL) bei ihrem Farmteam Tulsa Oilers ein. Dort spielte der Rookie eine gute Saison, die ihm neben der Wahl ins First All-Star Team der Liga auch einige Einsätze für Phoenix in der WHA bescherte. Mit Beginn der Spielzeit 1975/76 war der Abwehrspieler dann Stammkraft im Aufgebot der Roadrunners. In 79 Einsätzen kam er zu 24 Punkten. Diesen Wert übertraf er bereits im Verlauf des folgenden Spieljahres deutlich. Jedoch war Phoenix finanziell nicht in der Lage Lariviere längerfristig zu binden und so verkauften sie ihn im März 1977 an den Titelaspiranten Nordiques de Québec. Mit den Franko-Kanadiern gewann er am Ende der Playoffs 1977 die Avco World Trophy, wozu er in 17 Einsätzen zehn Torvorlagen beisteuerte. In der Finalserie schlugen die Nordiques die Winnipeg Jets mit 4:3. In den beiden folgenden Spielzeiten entwickelte sich Lariviere zu einem der Spielgestalter Québecs. Er stellte in der Saison 1977/78 mit 56 Scorerpunkten einen Karrierebestwert auf und erzielte auch im Jahr darauf mehr als 35 Punkte.
Durch die Auflösung der WHA und die Aufnahme der Nordiques de Québec in die NHL zur Saison 1979/80 kam es im Vorfeld des NHL Expansion Draft 1979 zu einem Interessenkonflikt zwischen den Nordiques und den New York Islanders, die Larivieres NHL-Transferrechte bereits im Februar 1975 im Tausch für Gerry Desjardins von den Buffalo Sabres erhalten hatten. Die Islanders beriefen sich zunächst auf ihr Vorrecht und forderten die Dienste des Kanadiers ein, jedoch entschied sich Québec daraufhin den Verteidiger als eine ihrer drei möglichen Priority Selections zu schützen, sodass er über den Expansion Draft hinaus ihr Eigentum blieb und somit mit dem Team in seine erste NHL-Saison ging. Schließlich war der Defensivspieler bis zum März 1981 in Québec City aktiv, ehe er in einem Transfer zwischen drei Franchises zunächst im Tausch für Mario Marois zu den Vancouver Canucks transferiert wurde, die ihn umgehend gemeinsam mit Ken Barry an die Edmonton Oilers abgaben. Die Canucks erhielten im Gegenzug Blair MacDonald und die Transferrechte am schwedischen Nachwuchstalent Lars-Gunnar Pettersson.
Bei den Edmonton Oilers, denen zu dieser Zeit auch Wayne Gretzky angehörte, beendete Lariviere die Saison 1980/81 und gehörte in der Folge noch zwei weitere Jahre zum Aufgebot der Oilers. Allerdings kam der 28-Jährige in der Spielzeit 1982/83 zu lediglich 18 Einsätzen. Im Anschluss an das Spieljahr verließ er daraufhin die NHL und wechselte in die unterklassige American Hockey League (AHL), wo er für die St. Catharines Saints in seiner Heimatstadt aufs Eis ging. Er absolvierte ein beeindruckendes Jahr, dass für die Saints mit einer Steigerung um 20 Punkte im Vergleich zum Vorjahr endete. Zudem wurde er selbst mit dem Eddie Shore Award als bester Verteidiger und – gemeinsam mit Mal Davis von den Rochester Americans – mit dem Les Cunningham Award als wertvollster Spieler der Liga ausgezeichnet. Ebenso wurde er ins AHL First All-Star Team berufen. Seine langjährige Profierfahrung und herausragende Stellung im Team bescherte Lariviere mit Beginn der Saison 1985/86 – zusätzlich zu seinen Verpflichtungen als Spieler – einen Posten als Assistenztrainer, den er bis zu seinem Karriereende und dem Umzug des Saints-Franchises im Sommer 1986 parallel ausübte.
Dadurch, dass die Saints in Kooperation mit den Toronto Maple Leafs aus der NHL standen, blieb Lariviere der Organisation Torontos über sein Karriereende hinaus verbunden. Zwischen 1986 und 1990 war er als Assistenztrainer unter den John Brophy, Chief Armstrong und Doug Carpenter tätig, ehe er sich vollständig aus dem Eishockeysport zurückzog.

## Erfolge und Auszeichnungen
| - 1974 J.-Ross-Robertson-Cup-Gewinn mit den St. Catharines Black Hawks - 1975 CHL First All-Star Team - 1977 Avco-World-Trophy-Gewinn mit den Nordiques de Québec | - 1984 Les Cunningham Award (gemeinsam mit Mal Davis) - 1984 Eddie Shore Award - 1984 AHL First All-Star Team |

## Karrierestatistik
(Legende zur Spielerstatistik: Sp oder GP = absolvierte Spiele; T oder G = erzielte Tore; V oder A = erzielte Assists; Pkt oder Pts = erzielte Scorerpunkte; SM oder PIM = erhaltene Strafminuten; +/− = Plus/Minus-Bilanz; PP = erzielte Überzahltore; SH = erzielte Unterzahltore; GW = erzielte Siegtore; 1 Play-downs/Relegation; Kursiv: Statistik nicht vollständig)